# Pleasant Run Farm
Pleasant Run Farm és una concentració de població designada pel cens dels Estats Units a l'estat d'Ohio. Segons el cens del 2000 tenia 4.731 habitants.

## Demografia
Segons el cens del 2000, Pleasant Run Farm tenia 4.731 habitants, 1.637 habitatges, i 1.314 famílies. La densitat de població era de 1.739,7 habitants/km².
Dels 1.637 habitatges en un 45,7% hi vivien nens de menys de 18 anys, en un 63,8% hi vivien parelles casades, en un 13,1% dones solteres, i en un 19,7% no eren unitats familiars. En el 16,1% dels habitatges hi vivien persones soles el 4,6% de les quals corresponia a persones de 65 anys o més que vivien soles. El nombre mitjà de persones vivint en cada habitatge era de 2,89 i el nombre mitjà de persones que vivien en cada família era de 3,25.
Per edats la població es repartia de la següent manera: un 31,3% tenia menys de 18 anys, un 9,1% entre 18 i 24, un 29,7% entre 25 i 44, un 23,3% de 45 a 60 i un 6,6% 65 anys o més.
L'edat mediana era de 32 anys. Per cada 100 dones de 18 o més anys hi havia 88,1 homes.
La renda mediana per habitatge era de 61.359 $ i la renda mediana per família de 64.718 $. Els homes tenien una renda mediana de 46.667 $ mentre que les dones 30.085 $. La renda per capita de la població era de 22.388 $. Aproximadament el 4,2% de les famílies i el 4,8% de la població estaven per davall del llindar de pobresa.

## Poblacions més properes
El següent diagrama mostra les poblacions més properes.